# こまちダム
こまちダムは、福島県田村郡小野町、二級河川・夏井川水系黒森川に建設されたダム。高さ37メートルの重力式コンクリートダムで、洪水調節・不特定利水・上水道を目的とする、福島県営の多目的ダムである。ダム湖（人造湖）の名はこまち湖（こまちこ）という。

## 概要
福島県三春土木事務所こまちダム管理所が管理する県営ダムで、夏井川水系黒森川、右支夏井川の治水と小野町への上水道取水、既得取水の安定供給、河川環境保全のための水量確保を目的としている多目的ダムである。レヤ工法を用いて建設された重力式コンクリートダムで、いずれも自由越流式の常用洪水吐が1門、非常用洪水吐が2門備えられており、ローラーゲートなどの設備はない。天端は歩行者の通行が可能になっている。
ダム湖にはビオトープや釣り桟橋が設けられている。小野町の上水道水源であり、水質汚濁防止の観点から餌釣りは禁止されており、ルアー、フライフィッシングのみ許可されている。
ダム名の由来は小野町に小野小町の生誕伝説があることから（町内には他にもあぶくま高原道路こまちトンネルや特別養護老人ホームこまち荘、温泉施設小町の湯など、小野小町を由来とする名称を持つ施設が多数存在する）。
ダム湖名は一般公募による応募の中から、2005年9月、応募94点の中から選定委員会でこまち湖と命名された。
当ダム建設により、福島県道42号矢吹小野線の一部区間が水没地域に入るために付け替え工事が行われた。

## その他
こまちダム賛歌
2003年、趣味で音楽活動をしている福島県職員の男性がダムと地域のPRのためにこまちダム賛歌を制作した。小野町を連想させる歌詞と、誰もが歌いやすく、小学校の鼓笛隊などでも演奏できるリズムで制作され、小野町立小野新町小学校合唱部の歌唱によりレコーディングが行われCDが制作された。現在でも県ホームページで公開されている。
イメージキャラクター
2004年に当ダムのイメージキャラクター「こまっちィ」が作成された。小野町の「小」をかたどった小町娘をイメージしたキャラクターで、道路上にあるこまちダム管理事務所の案内標識にも描かれている。